# Eutichurus itamaraju
Eutichurus itamaraju là một loài nhện trong họ Miturgidae.
Loài này thuộc chi Eutichurus. Eutichurus itamaraju được miêu tả năm 1994 bởi Bonaldo.